# Richie Anderson
Richie Stephen Anderson (Smethwick, Tierras Medias Occidentales, 13 de octubre de 1987) es un presentador de radio y televisión británico que trabaja para la BBC. Es un exfutbolista de la Sunday League que jugó en el Coombs Wood F. C.
En la actualidad, Anderson presenta los reportajes de viajes en las mañanas de los días laborables en BBC Radio 2. En 2022 participó en la vigésima temporada de Strictly Come Dancing.

## Carrera

### BBC WM
Presentó su propio programa en BBC WM, donde comenzó su carrera radiofónica, los sábados entre agosto de 2015 y marzo de 2020. Anteriormente había sustituido a otros presentadores a principios de 2015. Antes de convertirse en presentador, Anderson fue reportero para BBC WM durante sus segmentos de fútbol en los días de partido. Apodado «Roaming Richie», entrevistaba a los aficionados antes y después de los partidos. Durante este periodo, se hizo famoso por su estilo de entrevista de «hombre de la calle».

### BBC Radio 2
Desde enero de 2019, Anderson es el reportero de noticias de los días laborables en BBC Radio 2 durante The Radio 2 Breakfast Show y el programa de media mañana. Sustituyó a Rachel Horne, que se trasladó a Virgin Radio. También presenta ocasionalmente programas los días festivos para Radio 2. Durante la vigesimoprimera temporada de Strictly Come Dancing, presentó la última media hora del programa de los sábados para presentar canciones del programa de esa noche. El 19 de diciembre de 2024, informó a los oyentes de que pasaría a presentar las noticias de viajes las tardes de los días laborables en sustitución de Bobbie Pryor, excepto los viernes. Ellie Brennan sustituirá a Richie por las mañanas.
Anderson también ha comentado las semifinales del Festival de la Canción de Eurovisión 2024 para BBC Radio 2.

### Televisión
En 2022, fue anunciado como una de las celebridades concursantes para la vigésima temporada de Strictly Come Dancing, teniendo como pareja al bailarín profesional Giovanni Pernice. Fueron la segunda pareja eliminada de la competencia y finalizaron en el decimocuarto puesto.
Anderson informa ocasionalmente sobre diversos temas para el programa The One Show de BBC One. También ha colaborado como crítico invitado en Strictly Come Dancing: It Takes Two en BBC Two y ha hecho comentarios para el evento Turquoise Carpet del Festival de la Canción de Eurovisión 2023 en Liverpool.

## Vida personal
En 2018, Anderson salió del armario como gay ante sus compañeros de equipo después de jugar un partido de fútbol, lo que fue documentado como parte de una película para The One Show que destacó las presiones de la homofobia en el deporte. Es seguidor del West Bromwich Albion.
En 2020, Anderson, junto con sus compañeras presentadoras de Radio 2, Jo Whiley y Kate Bottley, participó en tres triatlones en tres días para recaudar fondos para Sport Relief como parte de su campaña Dare To Tri.